# Lenny Kuhr
Lenny Kuhr (de nacimiento Helena Hubertina Johanna Kuhr) es una cantante y compositora neerlandesa nacida en Eindhoven el 22 de febrero de 1950, una de las cuatro ganadoras del Festival de la Canción de Eurovisión 1969 en Madrid.

## Biografía

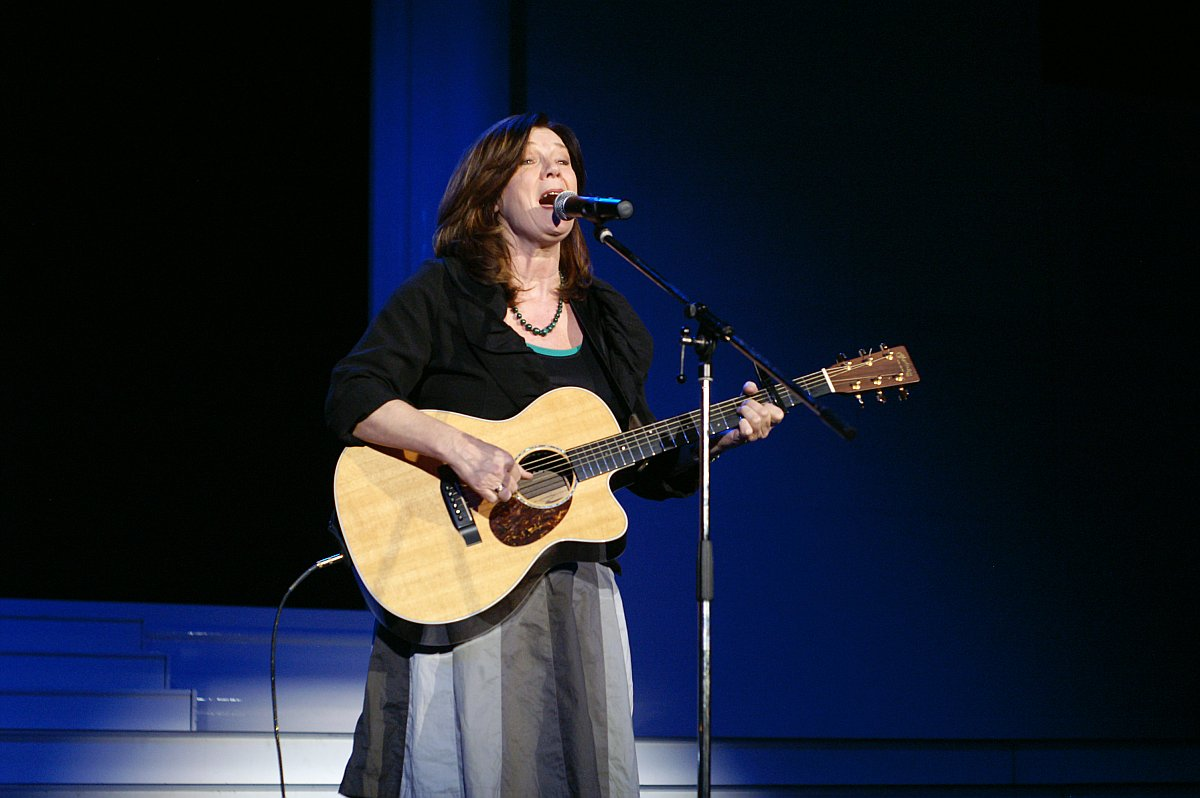
Lenny Kuhr cantando en 2008.

En 1967 empezó su carrera como cantante en los Países Bajos, interpretando canciones en la tradición chanson francesa. En 1969 representó a los Países Bajos en el Festival de la canción de Eurovisión con su composición propia "De troubadour" (letra de David Hartsema, orquesta dirigida por Franz de Kok). Estuvo entre los cuatro ganadores de ese año junto con Reino Unido, Francia y España.
A principios de los años 1970 Kuhr era más exitosa en Francia que en su propio país. Lideró las listas de éxito de Francia en 1972 con la canción "Jesus Christo" y cantó en los shows de Georges Brassens.
También concursó por Francia en el Festival de Viña del Mar de 1971, donde obtuvo el segundo lugar con el tema "Si tanto mejor", de Jourdan y Caravelli. 
En 1980 tuvo su mayor éxito en los Países Bajos, "Visite", una canción que cantó junto al grupo francés les Poppys. Desde entonces ha puesto a la venta discos, siempre con notable éxito. 
Lenny Kuhr se convirtió al judaísmo. Se casó con Rob Frank y tiene dos hijas de un matrimonio anterior, quienes viven en Israel. Ella misma vivió en Israel por un tiempo.

## Discografía
- Het lied gaat door, 2019
- Gekust door de eeuwigheid, 2017
- Wie ben je, 2013
- Liefdeslied, 2011
- Mijn liedjes, mijn leven, 2010
- Hollands glorie, 2010
- 40 Jaar verliefd, 2007
- Panta rhei, 2005
- Op de grens van jou en mij, 2004
- Fadista, 2001
- Hollands glorie, 2001
- Visite, 2000
- Oeverloze liefde, 1999
- Stemmen in de nacht, 1997
- Gebroken stenen, 1997
- Altijd heimwee, 1994
- Heilig vuur, 1992
- De blauwe nacht, 1990
- Het beste van Lenny Kuhr, 1990
- Lenny Kuhr, 1988
- Quo vadis?, 1986
- De beste van Lenny Kuhr, 1983
- Oog in oog, 1982
- Avonturen, 1981
- Dromentrein, 1980
- 'n Dag als vandaag, 1976
- God laat ons vrij, 1974
- De wereld waarvan ik droom, 1972
- Tout ce que j'aime / Les enfants, 1972
- De zomer achterna, 1971
- De troubadour, 1969

| Predecesor: Massiel                 | Ganadores del Festival de la Canción de Eurovisión empatada con Salomé, Lulu y Frida Boccara 1969 | Sucesor: Dana                        |
| Predecesor: Ronnie Tober con Morgen | Países Bajos en el Festival de Eurovisión 1969                                                    | Sucesor: Hearts of Soul con Waterman |

- Datos: Q233971
- Multimedia: Lenny Kuhr / Q233971